# Стофиле, Махенкеси
Махенкеси Арнольд Стофиле (африк. Makhenkesi Arnold Stofile; 27 декабря 1944, Аделаида, Восточно-Капская провинция, ЮАР — 15 августа 2016, Алис, Восточно-Капская провинция, ЮАР) — южноафриканский политик. Министр спорта и отдыха ЮАР (2004—2010) Служил послом в Германии.

## Биография
Занимал пост вице-президента ВАДА.
В 2009 году выступил с громким заявлением, когда международную общественность всколыхнул скандал с определением пола ямайской бегуньи Кастер Семеня: «Если ИААФ попытается отобрать у Кастер медаль и отстранить её от следующих соревнований, это приведет к третьей мировой войне».